# Erlöser-Euthymios-Kloster

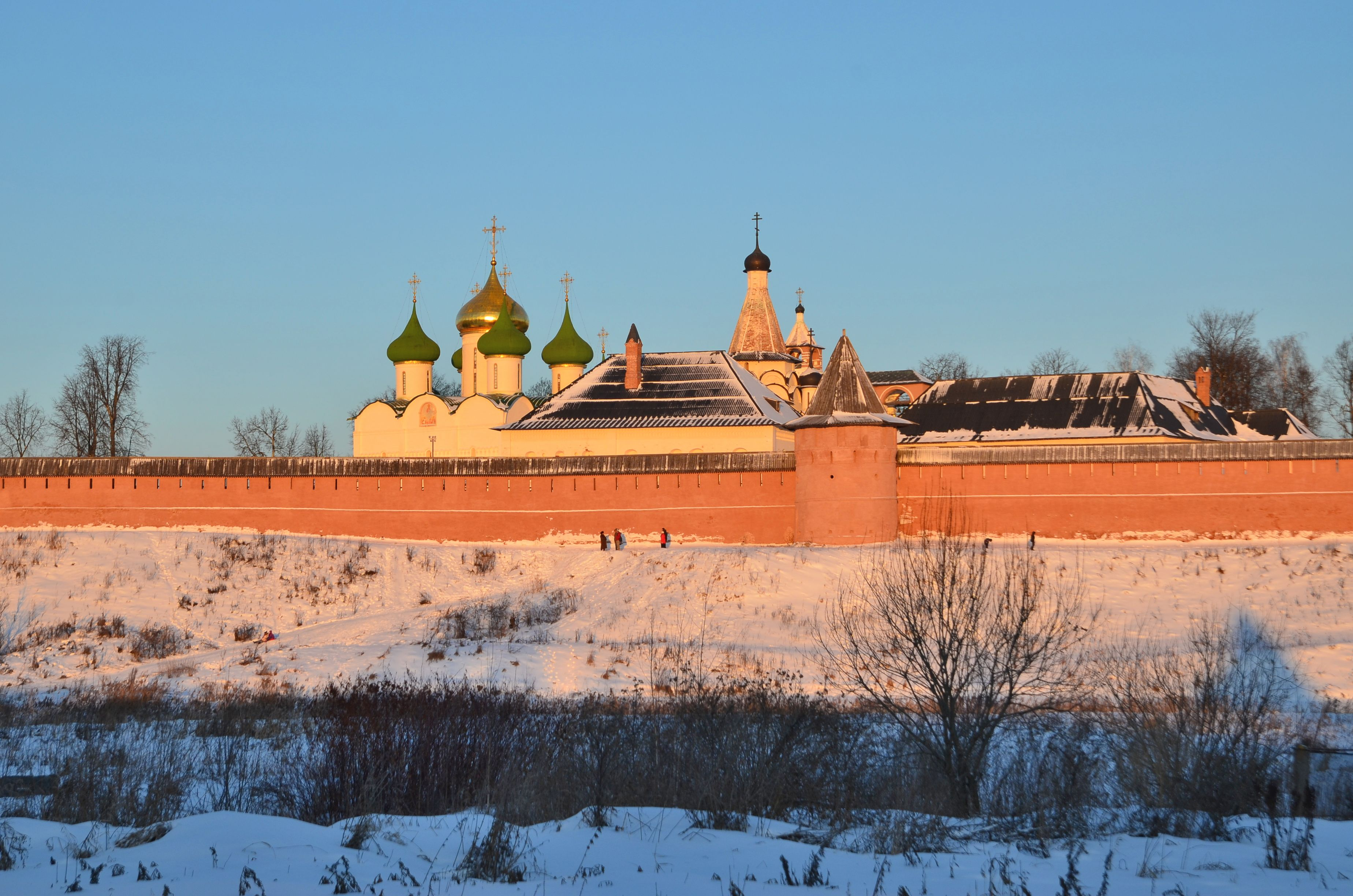
Außenansicht im Winter

Das Erlöser-Euthymios-Kloster (russisch Спасо-Евфимиев монастырь) ist ein 1352 gegründetes Männerkloster der Russisch-Orthodoxen Kirche in der Stadt Susdal (Oblast Wladimir). Als Teil der Weißen Monumente von Wladimir und Susdal gehört das Kloster zum Welterbe der UNESCO.

## Geschichte

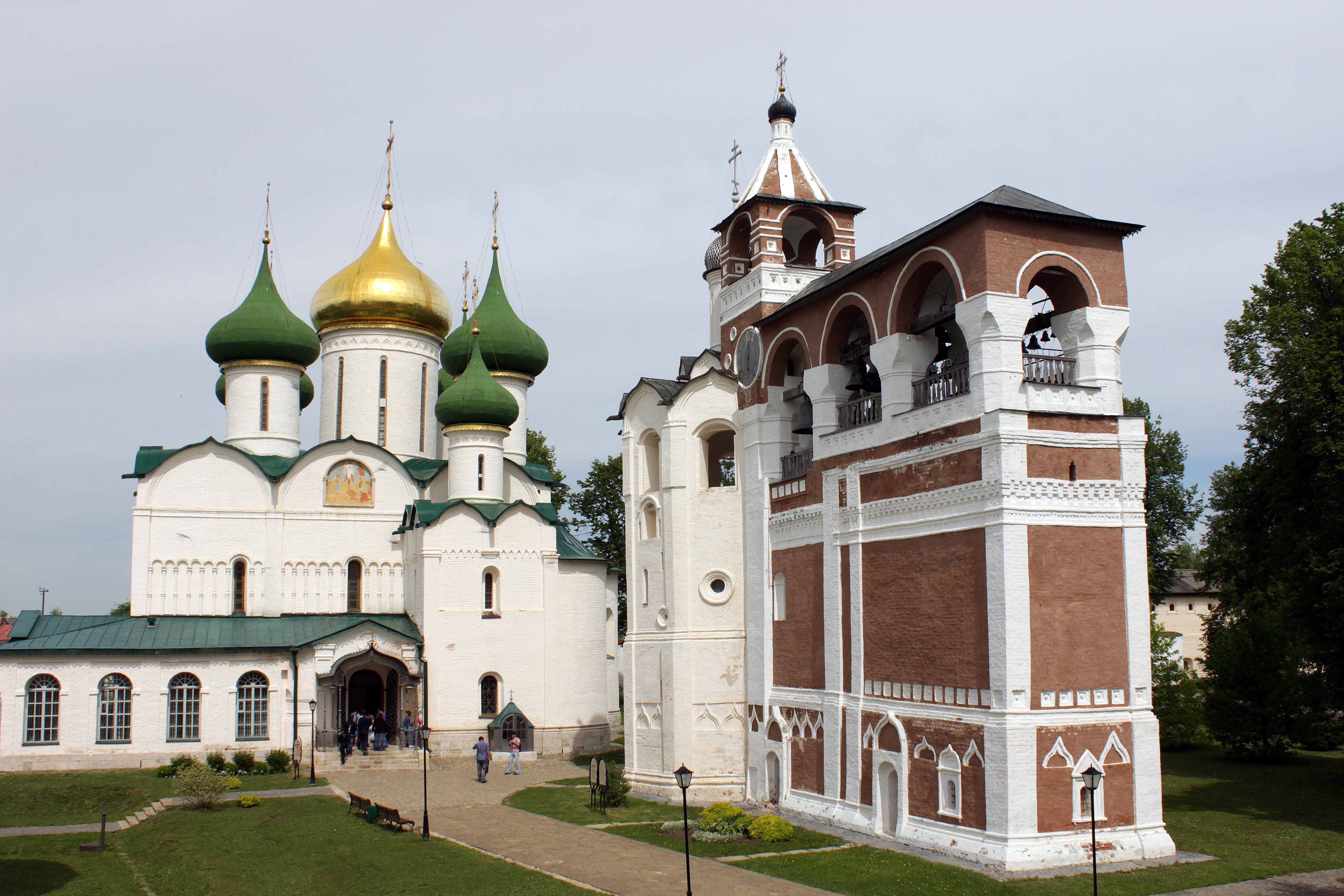
Erlöser-Verklärungskathedrale und die Glockenanlage

Das Kloster wurde im 14. Jahrhundert unter Boris Konstantinowitsch gegründet, dem Großfürsten von Nischni Nowgorod-Susdal. Der Gründer und der Namensgeber des Klosters war der Igumen Euthymios von Susdal. Das Kloster war zunächst aus Holz, sein heutiges Aussehen bekam es im 16. und 17. Jahrhundert. Die Errichtung seiner markanten Bauwerke wurde durch Großspenden des Hochadels (Fürsten und Bojaren) ermöglicht. Große Beiträge leistete der Großfürst von Moskau und der ganzen Rus Wassili III., sein Sohn Iwan IV., das Susdaler Fürstenhaus Poscharski und andere.
Im Jahr 1445 ereignete sich an den Mauern des Klosters eine erbitterte Schlacht zwischen den Russen und den Tataren des Khanat Kasan (siehe Moskau-Kasan-Kriege), in der die Tataren die Oberhand gewannen und Großfürst Wassili II. gefangen nahmen.
Das Hauptbauwerk des Klosters ist die Erlöser-Verklärungskathedrale, die Ende des 16. Jahrhunderts erbaut wurde. Sie trägt die Züge der Susdaler Architektur aus weißem Stein und hat monumentale und strenge Formen. In der Kathedrale gibt es erhaltene Fresko-Wandmalereien aus dem 16. Jahrhundert. An der Ostmauer des Klosters befindet sich das Grab von Fürst und Nationalheld Dmitri Poscharski, der eine führende Rolle bei der Befreiung Moskaus von der polnischen Besatzung während der Zeit der Wirren spielte.
Im 19. und 20. Jahrhundert spielte das befestigte Kloster sowohl unter den Zaren, als auch unter den Sowjets unter anderem die Rolle eines Verbannungsortes und eines Gefängnisses. 1943 wurde hier auch der deutsche Feldmarschall Friedrich Paulus gefangen gehalten. 1968 wurde das Kloster in ein Museum umgewandelt. Die 1992 ins Welterbe aufgenommene historische Stätte ist heute eine der Hauptsehenswürdigkeiten von Susdal.

## Bauwerke des Klosters

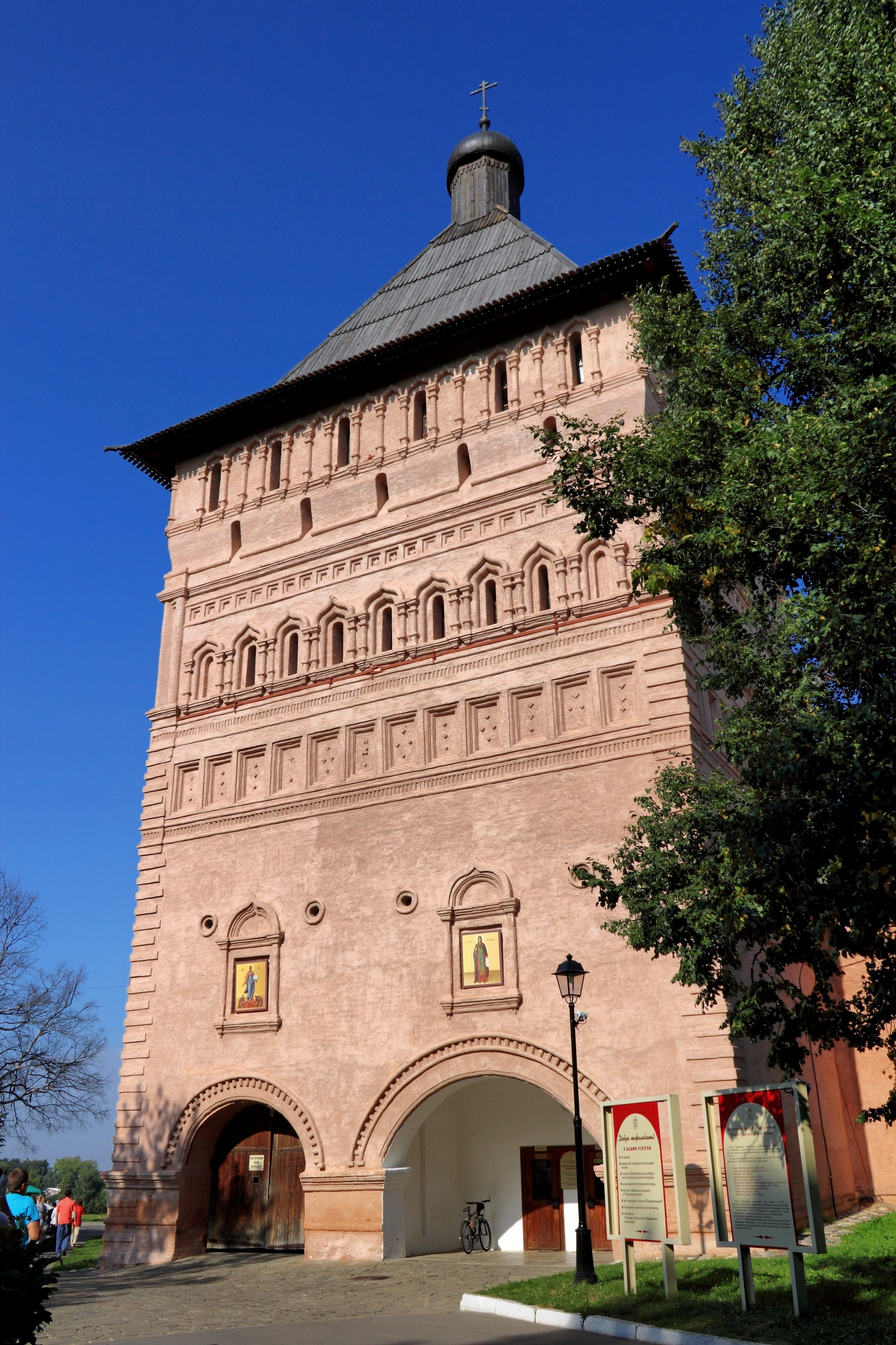
Das Einfahrtstor

- Erlöser-Verklärungskathedrale (1594)
- Klosterliche Glockenanlage (16. und 17. Jahrhundert)
- Verkündigungskirche (16. und 17. Jahrhundert)
- Entschlafenskirche (16. Jahrhundert)
- Archimandritenhaus (17. Jahrhundert)
- Nikolauskirche (1669)
- Wehrtürme des Klosters (17. Jahrhundert)
- Mönchshaus (17. Jahrhundert)
- Gefängnisschloss (18. Jahrhundert)

## Galerie

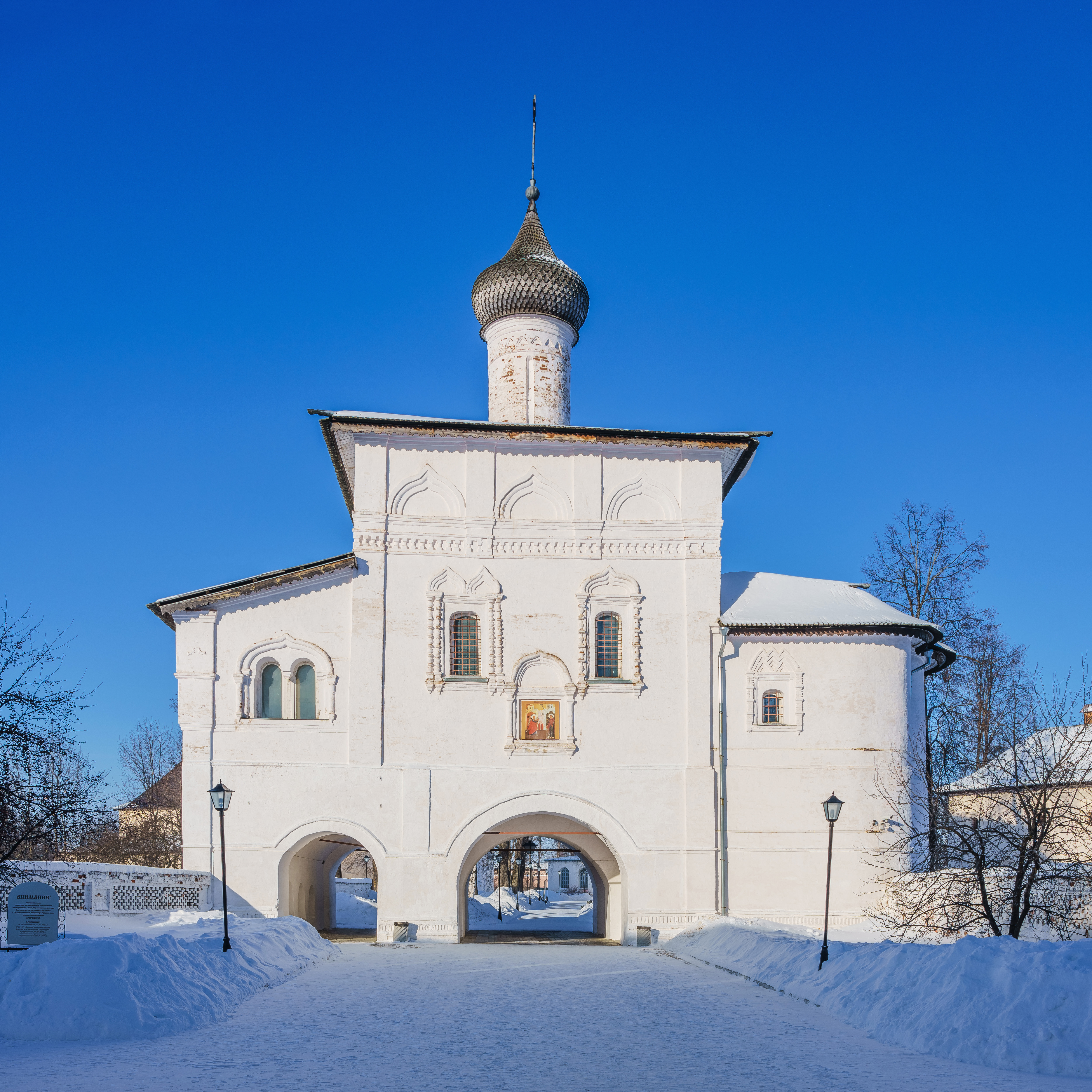
Verkündigungskirche
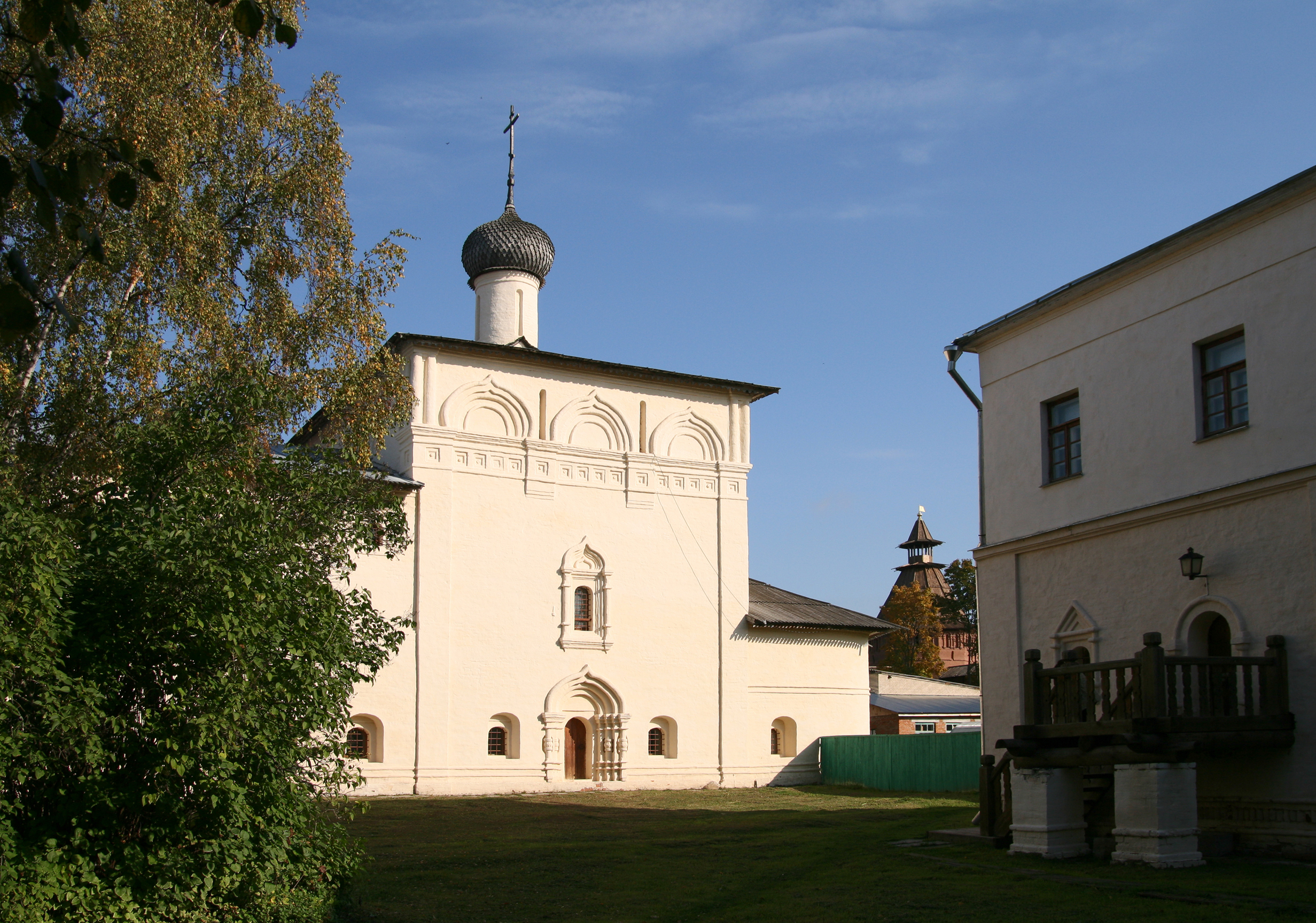
Nikolauskirche
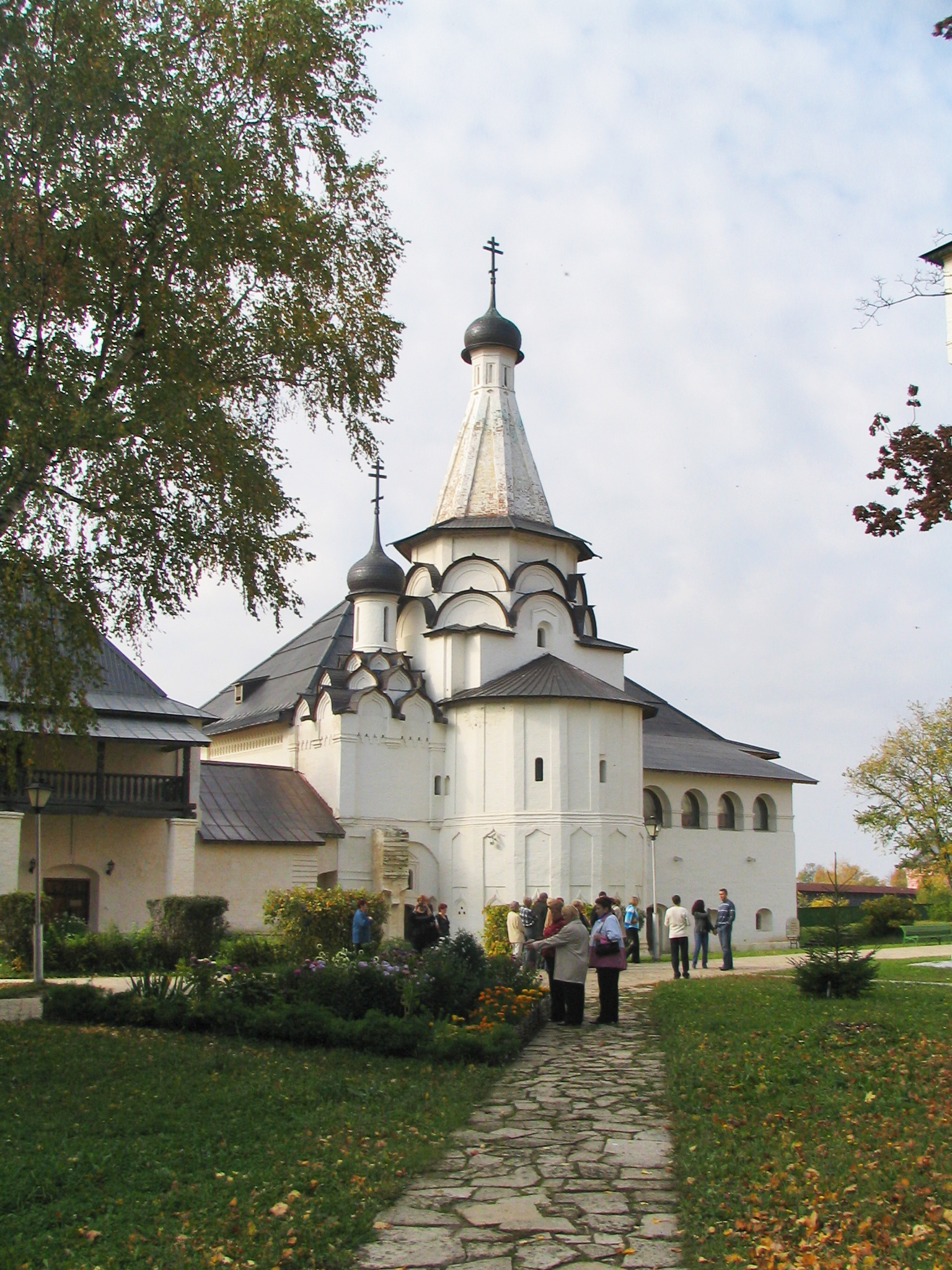
Entschlafenskirche
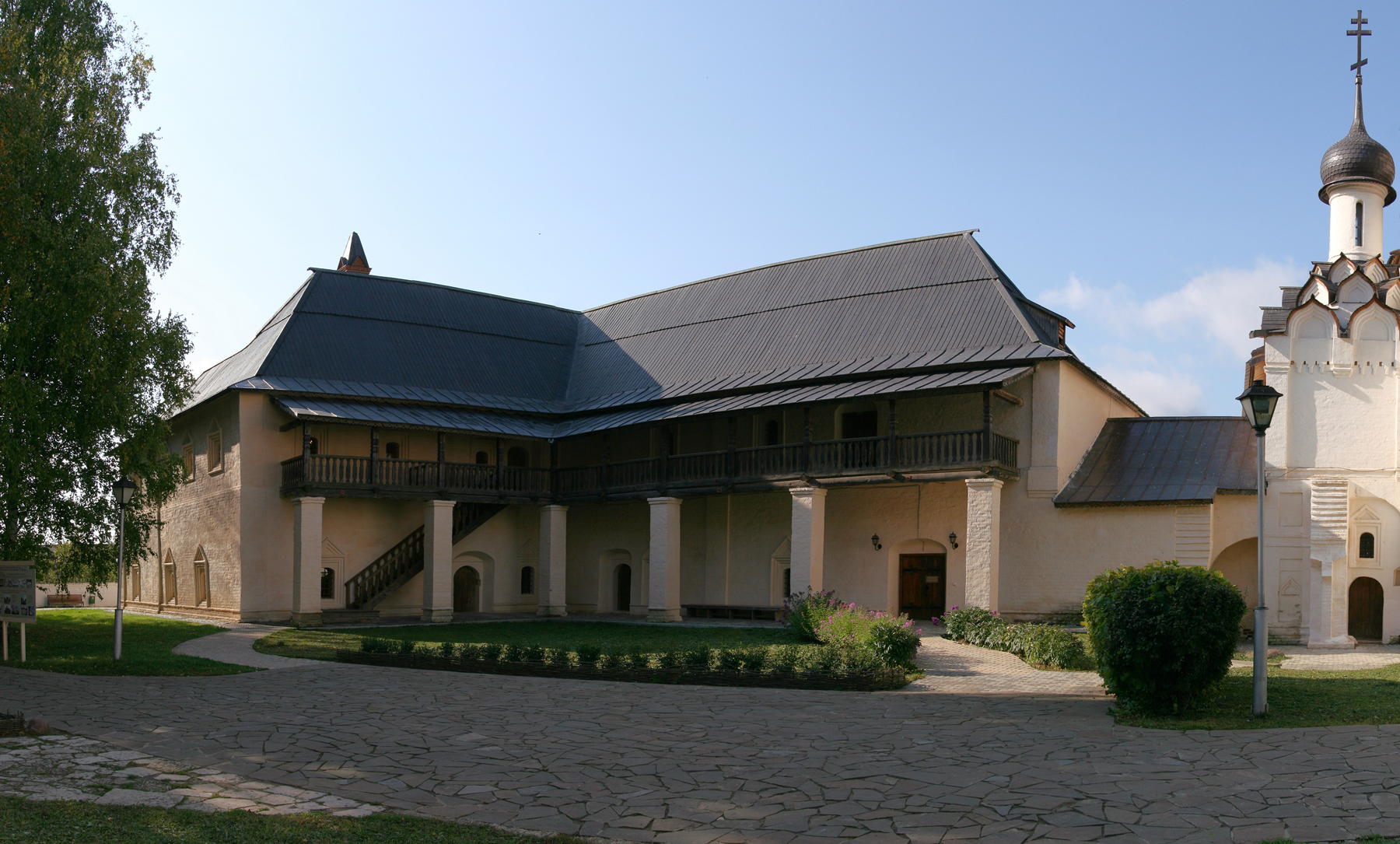
Das Archimandritenhaus
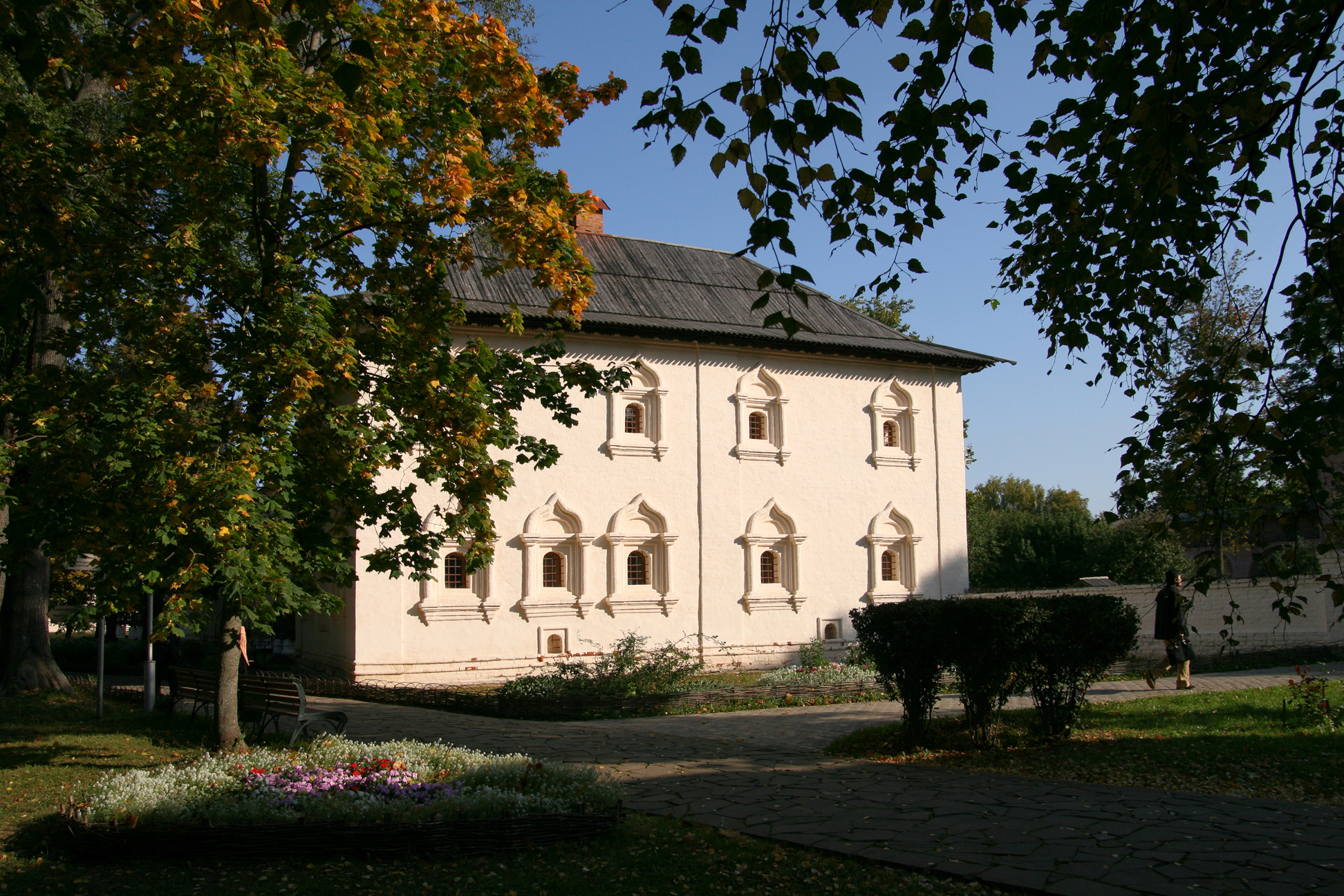
Das Mönchshaus
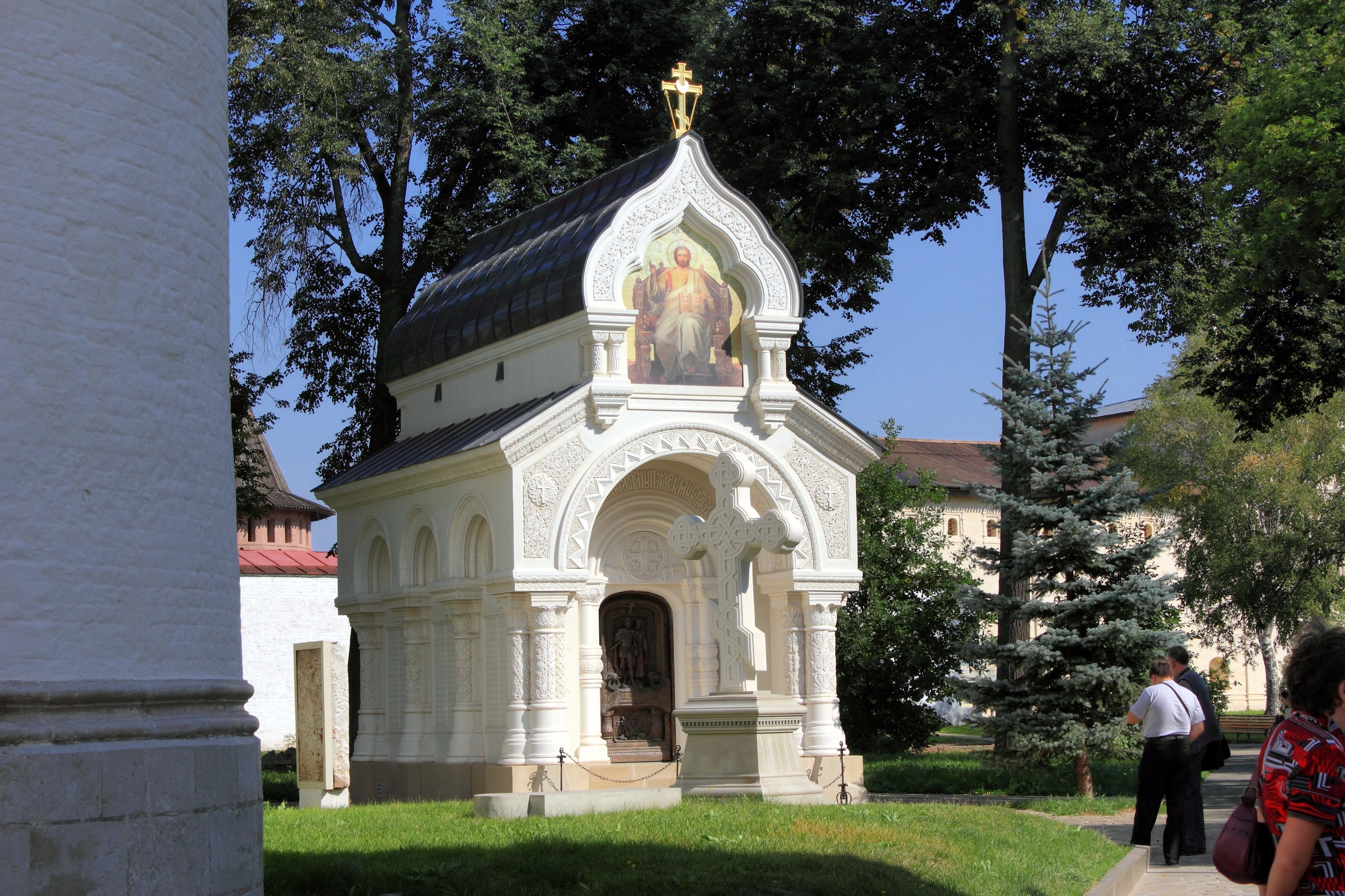
Die Grabstätte von Dmitri Poscharski
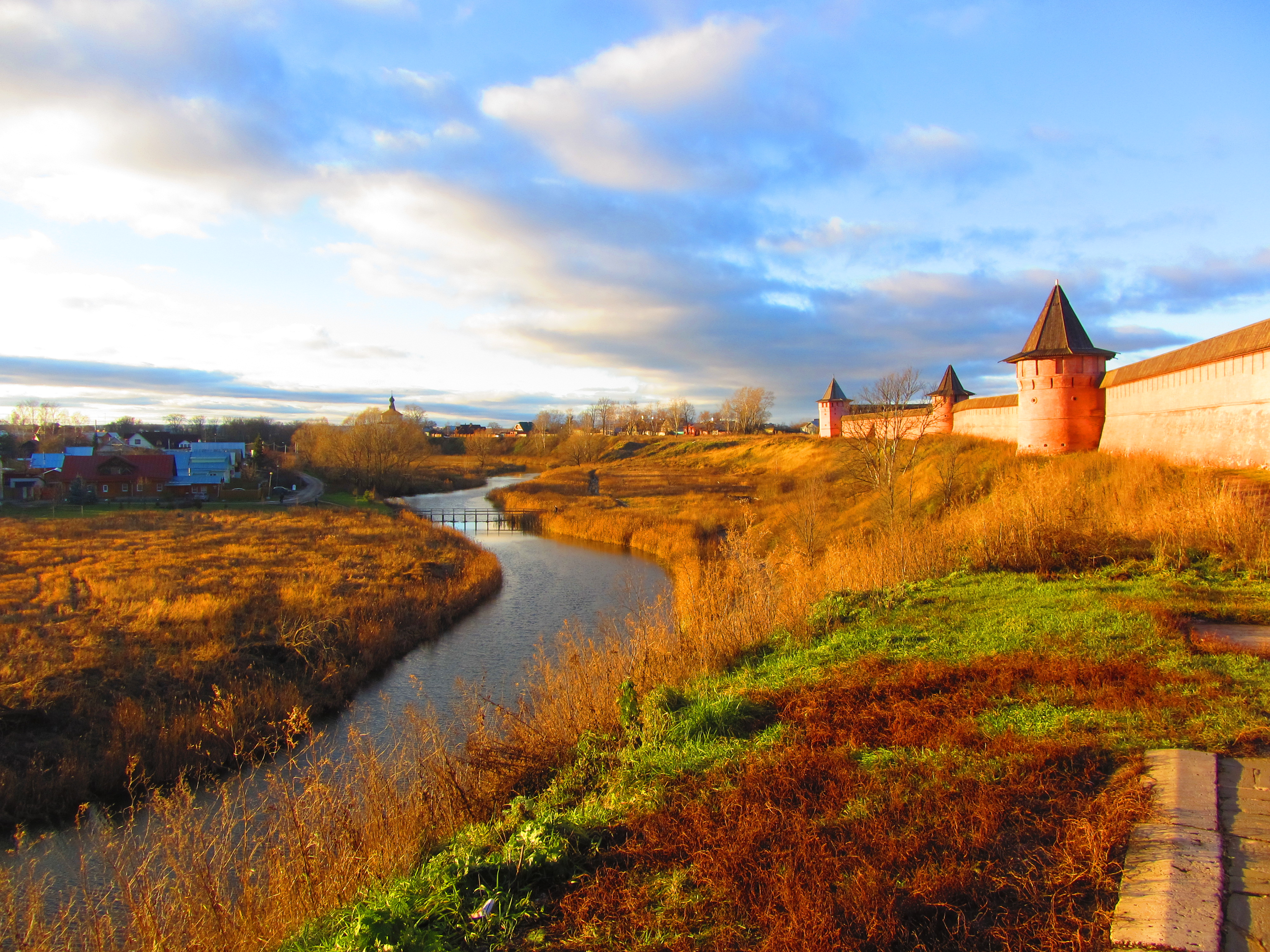
Die Klostermauern am Fluss Kamenka